# Список умерших в 1974 году
В этой статье представлен список известных людей, умерших в 1974 году.
- См. также: Категория:Умершие в 1974 году

## Январь
- 1 января — Гавриил Завизион (55) — советский военачальник, начальник Военно-научного управления Генерального штаба Вооружённых Сил СССР, генерал-лейтенант танковых войск, доктор военных наук, профессор.
- 2 января — Михаил Станюта (92) — белорусский советский живописец, портретист, график, педагог.
- 2 января — Иван Шильнов (67) — участник Великой Отечественной войны, Герой Советского Союза.
- 3 января — Виктор Безделев (54) — Полный кавалер Ордена Славы.
- 3 января — Соломон Гольдельман (88) — украинский еврейский политический и общественный деятель.
- 3 января — Анатолий Карелин (51) — участник Великой Отечественной войны, Герой Советского Союза.
- 3 января — Максим Штраух (73) — российский советский актёр театра и кино, народный артист СССР (1965).
- 5 января — Бела Иллеш (78) — венгерский писатель.
- 5 января — Лев Оборин (66) — русский советский пианист.
- 6 января — Альфаро Сикейрос, Хосе Давид (77) — мексиканский художник — живописец, график и муралист, политический активист, участник коммунистического движения.
- 6 января — Павел Исаев (62) — советский государственный и партийный деятель.
- 7 января — Михаил Калинушкин (71) — советский военный лётчик и военачальник.
- 7 января — Николай Логвиненко (53) — майор Советской Армии, участник Великой Отечественной войны, Герой Советского Союза.
- 12 января — Андрей Куцак (70) — советский партийный и государственный деятель.
- 13 января — Иосиф Жинович (66) — советский белорусский дирижёр, композитор, цимбалист, педагог. Народный артист СССР.
- 13 января — Шолом Секунда (79) — американский еврейский композитор академической, эстрадной, театральной и литургической музыки.
- 13 января — Пётр Шестаков (65) — Полный кавалер ордена Славы.
- 14 января — Николай Хованский (50) — председатель колхоза имени XXII съезда КПСС Гомельского района Гомельской области Белорусской ССР.
- 15 января — Иван Пишкан (59) — майор Советской Армии, участник Великой Отечественной войны, Герой Советского Союза.
- 15 января — Борис Пищикевич (74) — участник Великой Отечественной войны, Герой Советского Союза.
- 15 января — Николай Самароков (54) — участник Великой Отечественной войны, Герой Советского Союза.
- 15 января — Йосеф Серлин (67) — израильский политик.
- 15 января — Николай Скворцов (74) — советский государственный и партийный деятель.
- 16 января — Александр Бузницкий (62) — член ЦРК КПСС, скончался в свой день рождения.
- 17 января — Владимир Романов (81) — российский и советский спортсмен.
- 17 января — Семен Черненко (96) — советский учёный, селекционер-плодовод.
- 19 января — Виктор Беганьский (81) — польский актёр театра, кино и телевидения, режиссёр и сценарист.
- 19 января — Григорий Дерновский (63) — участник Великой Отечественной войны, Герой Советского Союза.
- 19 января — Абрам Хавин — украинский шахматист, мастер спорта СССР.
- 20 января — Борис Балашов (46) — главный редактор журнала «Филателия СССР».
- 20 января — Николай Кучеровский — советский литературовед, педагог, организатор науки.
- 20 января — Иван Кочетков (59) — советский футболист и тренер.
- 20 января — Шабан Кубов (84) — адыгейский писатель, поэт, драматург, композитор и просветитель.
- 20 января — Николай Писаренко — красноармеец Рабоче-крестьянской Красной Армии, участник Великой Отечественной войны, Герой Советского Союза.
- 22 января — Антанас Снечкус (71) — литовский коммунистический деятель, первый секретарь Коммунистической партии Литвы.
- 23 января — Файбыш Голуб — советский учёный-медик, врач-хирург.
- 24 января — Александр Гарагаш (67) — советский государственный и партийный деятель, министр промышленности мясных и молочных продуктов Казахской ССР (1954—1957)[источник не указан 3388 дней].
- 24 января — Пинхас Лавон (69) — один из лидеров еврейского рабочего движения и израильский государственный деятель.
- 25 января — Ван Цзя-Сан (66) — деятель компартии Китая.
- 26 января — Борис Быховский (65) — советский паразитолог, академик АМН СССР.
- 26 января — Иван Привалов (71) — советский футболист, арбитр.
- 27 января — Георгиос Гривас (75) — известный деятель борьбы за освобождение Кипра.
- 28 января — Григорий Кузнецов (66) — участник Великой Отечественной войны, Герой Советского Союза.
- 29 января — Анатолий Алексеев (72) — участник Великой Отечественной войны, Герой Советского Союза.
- 29 января — Аббас Бакиров (63) — советский узбекский актёр, народный артист СССР.
- 30 января — Григорий Ворожейкин (78) — советский военачальник, маршал авиации.
- 30 января — Олав Роотс (63) — эстонско-колумбийский дирижёр, пианист и композитор.
- 31 января — Александр Бугаев (72) — Полный кавалер Ордена славы.
- 31 января — Анатолий Коварский (70) — советский селекционер, агроном, генетик, ботаник, доктор сельскохозяйственных наук.
- 31 января — Михаил Колесников (55) — участник Великой Отечественной войны, Герой Советского Союза.

## Февраль
- 1 февраля — Николай Абрамчук (61) — Герой Советского Союза.
- 2 февраля — Василий Андреев — Герой Советского Союза.
- 2 февраля — Иван Сокол (48) — Герой Советского Союза.
- 2 февраля — Фёдор Туров (63) — Герой Советского Союза.
- 3 февраля — Григорий Большаков (69) — советский оперный певец (тенор). Народный артист РСФСР.
- 4 февраля — Захид Халилов (63) — азербайджанский математик и механик.
- 7 февраля — Иван Домбровский (56) — подполковник Советской Армии, участник Великой Отечественной войны, Герой Советского Союза.
- 7 февраля — Сыдык Исмаилов (62) — Герой Советского Союза.
- 8 февраля — Михаил Наумов (65) — руководитель партизанского соединения на Украине во время Великой Отечественной войны, генерал-майор, Герой Советского Союза.
- 9 февраля — Дитцель, Амунд (82) — известный норвежский и американский татуировщик. .
- 12 февраля — Николай Калинин (34) — советский кинорежиссёр (фильмы «Идущие за горизонт», «Кортик», «Бронзовая птица» и др.); причины смерти однозначно не выяснены.
- 13 февраля — Ростислав Ивицкий (65) — украинский советский актёр театра и кино.
- 13 февраля — Ганс Кмох (79) — американский, ранее австрийский, шахматист и шахматный журналист; международный мастер и международный арбитр.
- 13 февраля — Павлина Мядёлка (80) — заслуженный деятель культуры Беларуси.
- 18 февраля — Евгений Лобанов (58) — Герой Советского Союза.
- 19 февраля — Василий Салкин (59) — советский колхозник. Герой Социалистического Труда (1948), в 1957 году лишённый звания.
- 21 февраля — Тим Хортон — канадский хоккеист; автокатастрофа.
- 22 февраля — Павлин Люлин (59) — Герой Советского Союза.
- 22 февраля — Иван Редников (75) — советский военный и государственный деятель.
- 23 февраля — Александр Авраменко (39) — украинский советский писатель и журналист.
- 23 февраля — Борис Вишкарёв (68) — советский актёр.

## Март
- 1 марта — Георгий Рыбин — русский гидрограф, исследователь Арктики и Балтийского моря.
- 3 марта — Мотеюс Мишкинис (76) — литовский педагог, литературный критик, переводчик; старший брат поэта, прозаика, переводчика Антанаса Мишкиниса.
- 4 марта — Гавриил Зуев (66) — Герой Советского Союза.
- 4 марта — Тигран Мелкумян — учёный-теплотехник, генерал-майор инженерной службы.
- 4 марта — Михаил Тихонравов (73) — советский инженер, конструктор космической и ракетной техники.
- 5 марта — Пётр Анохин (75) — советский физиолог, академик АМН СССР.
- 5 марта — Сол Юрок (85) — американский музыкальный и театральный продюсер российского происхождения.
- 6 марта — Михаил Бедрышев (54) — Герой Советского Союза.
- 7 марта — Виктор Буторин (75) — Герой Советского Союза.
- 7 марта — Виктор Лаптев (48) — Герой Советского Союза.
- 7 марта — Василий Тимонов (54) — Герой Советского Союза.
- 10 марта — Алексей Кривченя (63) — советский украинский и российский оперный певец.
- 10 марта — Алексей Смирнов (74) — советский историк.
- 11 марта — Пётр Гололобов (55) — инженер-конструктор, кораблестроитель, лауреат Ленинской премии.
- 12 марта — Николай Королёв (56) — советский спортсмен, боксёр.
- 14 марта — Гюнтер Рейндорф (85) — эстонский советский график, книжный иллюстратор.
- 16 марта — Константин Акопян (73) — армянский советский селекционер.
- 16 марта — Александр Иванников (60) — Герой Советского Союза.
- 17 марта — Луис Исидор Кан (73) — американский архитектор.
- 20 марта — Игорь Скачков (59) — советский учёный в области земледелия и агрономии, член-корреспондент ВАСХНИЛ.
- 22 марта — Валерий Калмыков (65) — член КПСС, государственный деятель.
- 23 марта — Кадя Молодовская (79) — поэт, прозаик, драматург, литературный критик, переводчик. Писала на идиш.
- 23 марта — Василий Сухоруков (50) — Полный кавалер ордена Славы.
- 26 марта — Валерий Буре (61) — советский ватерполист и тренер по плаванию, заслуженный тренер СССР.
- 27 марта — Ван Мин (69) — видный деятель компартии Китая.
- 27 марта — Лембит Пэрн (70) — советский военачальник.
- 28 марта — Иван Пигин (71) — Герой Советского Союза.
- 29 марта — Иван Чурочкин (66) — Герой Советского Союза.
- 30 марта — Владимир Борисов (55) — Герой Советского Союза.

## Апрель
- 1 апреля — Морис Райзман (69) — французский шахматист, шестикратный чемпион Франции.
- 2 апреля — Виктор Бугаев (66) — советский метеоролог, член-корреспондент АН Узбекской ССР.
- 2 апреля — Жорж Помпиду (62) — президент Французской Республики (умер в должности).
- 2 апреля — Елюбай Умурзаков (75) — казахский советский актёр театра и кино, Народный артист Казахской ССР (1931).
- 3 апреля — Рафаил Сержант (77) — деятель революционного движения в Западной Беларуси, депутат Верховного Совета СССР 1-го созыва.
- 5 апреля — Тит Новиков (67) — участник Великой Отечественной войны, Герой Советского Союза.
- 5 апреля — Иван Травкин (51) — участник Великой Отечественной войны, Герой Советского Союза.
- 5 апреля — Василий Трушин (75) — участник Великой Отечественной войны, Герой Советского Союза.
- 5 апреля — Арсентий Щербаков (56) — участник Великой Отечественной войны, Герой Советского Союза.
- 8 апреля — Николай Брозголь (61) — участник Великой Отечественной войны, Герой Советского Союза.
- 8 апреля — Павел Лукомский (74) — советский терапевт, академик АМН СССР.
- 10 апреля — Михаил Воронцов (59) — участник Великой Отечественной войны, Герой Советского Союза.
- 10 апреля — Иван Вербанов (53) — полный кавалер ордена Славы.
- 11 апреля — Андрей Алёшин (68) — Герой Советского Союза, полный кавалер ордена Славы.
- 11 апреля — Георгий Жидов (58) — участник Великой Отечественной войны, Герой Советского Союза.
- 11 апреля — Мозеш Кахана (76) — молдавский и венгерский писатель, поэт, публицист, лексикограф, революционер-подпольщик.
- 11 апреля — Александр Тимощенко (70) — участник Великой Отечественной войны, Герой Советского Союза.
- 11 апреля — Гешель Фрумкин — общественный и государственный деятель.
- 12 апреля — Евгений Вучетич (65) — выдающийся советский скульптор-монументалист, народный художник СССР (1959), действительный член (1953) и вице-президент (1970) Академии художеств СССР.
- 12 апреля — Мирдза Кемпе (67) — советская и латышская поэтесса.
- 14 апреля — Михаил Копытов (52) — участник Великой Отечественной войны, Герой Советского Союза.
- 15 апреля — Феофан Качев (78) — советский военный деятель, генерал-майор авиации.
- 15 апреля — Александр Сабуров (65) — генерал-майор, командир партизанского соединения, Герой Советского Союза.
- 16 апреля — Исаак Кипнис — еврейский советский писатель, поэт и переводчик. Писал на идише.
- 19 апреля — Мухаммед Айюб Хан (66) — главнокомандующий вооружёнными силами и президент Пакистана с 1958 по 1969 г.
- 20 апреля — Иван Емельянов (67) — участник Великой Отечественной войны, Герой Советского Союза.
- 21 апреля — Владимир Владко (73) — украинский советский журналист, писатель-фантаст.
- 21 апреля — Тина Хаим-Венчер (86) — немецкий и австралийский скульптор сефардского происхождения.
- 23 апреля — Сергей Удачин (70) — советский учёный в области землеустройства, академик ВАСХНИЛ.
- 24 апреля — Муздыбек Абдикаримов (60) — казахский советский актёр, заслуженный артист Казахской ССР.
- 24 апреля — Франц Йонас (74) — Федеральный президент Австрии (1965—1974)
- 24 апреля — Валентин Павлов (57) — участник Великой Отечественной войны, Герой Советского Союза.
- 25 апреля — Александр Баранов (72) — советский военачальник, генерал-майор Советской Армии.
- 25 апреля — Андрей Жордания (69) — советский футболист, Заслуженный мастер спорта СССР, Заслуженный тренер СССР.
- 28 апреля — Яков Несвитский (63) — украинский советский учёный в области автомобильного транспорта.
- 29 апреля — Борис Трифонов (59) — участник Великой Отечественной войны, Герой Советского Союза.
- 30 апреля — Пётр Марчук (53) — участник Великой Отечественной войны, Герой Советского Союза.

## Май
- 4 мая — Пётр Захаров (68) — советский политический деятель, министр геологии СССР (1949—1953).
- 4 мая — Михаил Туганов (73) — советский осетинский цирковой артист.
- 6 мая — Борис Микуцкий — Герой Советского Союза.
- 7 мая — Тимофей Горячкин (52) — Герой Советского Союза.
- 7 мая — Ким Пен Хва (68) — колхозный деятель, председатель колхоза «Полярная звезда» Среднечирчикского района Ташкентской области Узбекской ССР.
- 7 мая — Фёдор Маковецкий (75) — Герой Советского Союза.
- 7 мая — Григорий Оводовский (67) — Герой Советского Союза.
- 11 мая — Вольдемар Дубович (76) — член КПСС, партийный деятель.
- 12 мая — Михаил Малиновский (59) — Герой Советского Союза.
- 13 мая — Григорий Бояджиев (65) — советский театровед и театральный критик.
- 13 мая — Борис Панков (77) — Герой Советского Союза.
- 15 мая — Борис Волчек (68) — российский советский кинорежиссёр, сценарист и оператор.
- 15 мая — Фриц Бааде (81) — немецкий экономист.
- 15 мая — Николай Макаров (56) — полковник Советской Армии, участник Великой Отечественной войны, Герой Советского Союза.
- 16 мая — Михаил Бушилов (49) — подполковник Советской Армии, участник Великой Отечественной войны, Герой Советского Союза.
- 19 мая — Александр Белов (65) — участник Великой Отечественной войны, Герой Советского Союза.
- 19 мая — Николай Железный (64) — Герой Советского Союза.
- 20 мая — Александр Ваганов (59) — участник Великой Отечественной войны, Герой Советского Союза.
- 20 мая — Дмитрий Чубарь (68) — Герой Советского Союза.
- 22 мая — Таисия Вишневская (83) — член КПСС, политический деятель.
- 24 мая — Николай Антонов (66) — советский писатель.
- 24 мая — Дюк Эллингтон (75) — американский пианист, аранжировщик, композитор, руководитель оркестра, представитель джазового искусства.
- 26 мая — Борис Фёдоров[уточнить] (59) — Герой Советского Союза.
- 26 мая — Китти Гордон (96) — англо-американская актриса.
- 29 мая — Григорий Гапонов (65) — сержант Советской Армии, участник Великой Отечественной войны, Герой Советского Союза.
- 30 мая — Валентин Силецкий (62) — советский теплотехник, доктор технических наук, профессор, лауреат Сталинской премии.

## Июнь
- 3 июня — Рашид Нежметдинов (61) — международный мастер по шахматам, мастер спорта по шашкам, заслуженный тренер СССР.
- 4 июня — Иван Борзов (58) — участник Великой Отечественной войны, Герой Советского Союза (1945).
- 8 июня — Борис Балтер (54) — русский советский прозаик, автор повести «До свидания, мальчики!».
- 9 июня — Сергей Буряк (64) — генерал-майор Советской Армии.
- 10 июня — Генрих Уильям Фредерик Альберт (74) — британский государственный деятель, генерал-губернатор Австралии (1945—1947).
- 11 июня — Дмитрий Горин (67) — передовик сельскохозяйственного производства, председатель колхоза «Подгорное». Герой Социалистического Труда.
- 11 июня — Юлиус Эвола (76) — итальянский мыслитель, эзотерик и писатель.
- 12 июня — Абба Глауберман (56) — советский физик-теоретик, доктор физико-математических наук, профессор.
- 16 июня — Юэеф Балабух — сержант Рабоче-крестьянской Красной Армии, участник Великой Отечественной войны, Герой Советского Союза (1945).
- 16 июня — Фёдор Вольный (66) — советский луганский писатель.
- 18 июня — Георгий Жуков (77) — советский полководец, Маршал Советского Союза.
- 20 июня — Хорэс Линдрум (62) — австралийский профессиональный игрок в снукер и карамболь.
- 21 июня — Илья Наумов (71) — участник Великой Отечественной войны, Герой Советского Союза.
- 21 июня — Борис Астауров (69) — советский биолог (цитогенетик, эмбриолог-экспериментатор), академик АН СССР.
- 22 июня — Борис Бицкий (70) — советский военачальник, участник советско-финляндской войны, командир 56-й авиационной дивизии истребителей дальнего действия в Великой Отечественной войне, полковник, летчик-испытатель, Военный летчик 1-го класса.
- 22 июня — Сергей Бородин (71) — русский советский прозаик, автор популярных исторических романов.
- 22 июня — Николай Полежаев (52) — участник Великой Отечественной войны, Герой Советского Союза.
- 22 июня — Северьян Тимофеев (60) — участник Великой Отечественной войны, Герой Советского Союза.
- 25 июня — Пётр Слёта (62) — украинский живописец.
- 25 июня — Василий Фадеев (51) — участник Великой Отечественной войны, Герой Советского Союза.
- 25 июня — Сергей Ширин (64) — советский учёный, организатор науки и строительства в области нефтедобычи.
- 27 июня — Тони Карньелли (85) — австрийский футболист, защитник.
- 29 июня — Леонид Одегов (52) — участник Великой Отечественной войны, Герой Советского Союза.
- 30 июня — Вэнивар Буш (84) — американский инженер, разработчик аналоговых компьютеров, один из создателей и теоретик системы перекрёстных ссылок (см. гипертекст).

## Июль
- 1 июля — Хуан Доминго Перон (78) — аргентинский военный и государственный деятель, президент страны в 1946—1955 и 1973—1974 годах.
- 2 июля — Владимир Дорофеев (78) — советский актёр, заслуженный артист РСФСР.
- 3 июля — Сергей Лебедев (71) — основоположник вычислительной техники в СССР.
- 3 июля — Максим Огуленко (74) — участник Великой Отечественной войны, Герой Советского Союза.
- 3 июля — Павел Ржевский (65) — лейтенант Рабоче-крестьянской Красной Армии, участник Великой Отечественной войны, Герой Советского Союза.
- 4 июля — Илья Варшавский (65) — советский писатель-фантаст.
- 4 июля — Амин аль-Хусейни — муфтий Иерусалима, лидер арабских националистов в Палестине.
- 4 июля — Надежда Сытинская (68) — советский астроном.
- 5 июля — Ассир Гальперин (75) — советский футболист, тренер, функционер. Заслуженный мастер спорта СССР.
- 5 июля — Анна Иванова (80) — член КПСС, партийный и сельскохозяйственный деятель.
- 6 июля — Владимир Корш-Саблин (74) — советский кинорежиссёр, актёр кино, народный артист СССР (1969).
- 6 июля — Леонид Лейманис (64) — латвийский и советский кинорежиссёр.
- 7 июля — Александр Березняк (61) — советский конструктор самолётов и ракет.
- 7 июля — Йоахим Брендель (53) — немецкий ас-истребитель Второй мировой войны.
- 7 июля — Семён Кривенко (65) — Герой Советского Союза.
- 7 июля — Александр Романенко (72) — Герой Советского Союза.
- 8 июля — Григорий Богданенко — старшина Рабоче-крестьянской Красной Армии, участник Великой Отечественной войны, Герой Советского Союза.
- 8 июля — Максим Якубов (60) — участник Великой Отечественной войны, Стрелок 836-го стрелкового полка 240-й стрелковой дивизии 38-й армии Воронежского фронта, Герой Советского Союза.
- 9 июля — Соня Гаскелл (70) — голландский балетмейстер, педагог.
- 9 июля — Пётр Лопатин (67) — Герой Советского Союза.
- 11 июля — Аверкий Аристов (70) — советский политический деятель, 1-й секретарь Хабаровского краевого комитета КПСС (1954—1955), член Президиума ЦК КПСС.
- 11 июля — Авенир Зак (54) — советский киносценарист и драматург.
- 12 июля — Юрий Анненков (84) — русский и французский живописец и график, художник театра и кино, заметная фигура русского авангарда, литератор.
- 12 июля — Ермолай Коберидзе (70) — Герой Советского Союза.
- 12 июля — Василий Литвинов — Герой Советского Союза.
- 12 июля — Арсентий Матюк — Герой Советского Союза.
- 14 июля — Шинходжа Бурбаев (73) — советский государственный и партийный деятель, председатель Исполнительного комитета Гурьевского областного Совета (1943—1945)[источник не указан 3388 дней].
- 15 июля — Кристин Чаббак (29) — тележурналистка; совершила самоубийство в прямом эфире.
- 16 июля — Иван Назаров (51) — Герой Советского Союза.
- 16 июля — Николай Челноков (68) — Герой Советского Союза.
- 18 июля — Самуил Алянский — российский издатель и редактор.
- 18 июля — Мартын Мержанов (73) — советский спортивный журналист.
- 19 июля — Василий Рябиков (67) — советский государственный деятель, генерал-полковник-инженер.
- 20 июля — Нуритдин Атаханов (69) — советский казахский актёр. Народный артист Казахской ССР.
- 21 июля — Борис Астауров (70) — советский биолог, академик АН СССР.
- 21 июля — Иван Туфтов — Герой Советского Союза.
- 22 июля — Ибрагим Муминов (65) — философ, доктор философских наук, профессор.
- 23 июля — Пётр Днепров (55) — Герой Советского Союза.
- 23 июля — Никандр Ханаев (84) — оперный певец (драматический тенор), педагог.
- 24 июля — Михаил Мальцев — Герой Советского Союза.
- 24 июля — Александр Тур (79) — советский педиатр, академик АМН СССР.
- 25 июля — Кинг — ручной лев, домашний питомец семьи Берберовых, известный по фильму «Невероятные приключения итальянцев в России».
- 29 июля — Касс Эллиот (32) — американская певица, композитор и актриса, вокалистка группы «Mamas & Papas»; инфаркт.
- 29 июля — Эрих Кестнер (75) — немецкий писатель, сценарист и кабаретист.
- 29 июля — Шпринберг, Педро (80) — журналист, радиоведущий, издатель.
- 30 июля — Фёдор Блохин (70) — Герой Советского Союза.
- 30 июля — Лев Книппер (75) — советский композитор. Народный артист РСФСР.
- 31 июля — Евгений Смирнов (60) — русский и советский художник.

## Август
- 6 августа — Лев Тумаркин (73) — советский математик; профессор, доктор физико-математических наук.
- 6 августа — Александр Гандурин (62) — советский государственный и партийный деятель, министр бытового обслуживания населения РСФСР (1965—1974).
- 6 августа — Николай Томан (62) — русский советский писатель приключенческого жанра, фантаст.
- 6 августа — Валентин Широких (52) — участник Великой Отечественной войны. Герой Советского Союза.
- 7 августа — Дмитрий Томашевич — советский авиаконструктор.
- 8 августа — Наталия Белёвцева (79) — советская театральная актриса, народная артистка РСФСР.
- 11 августа — Мария Максакова (72) — оперная певица (меццо-сопрано), солистка Большого театра в 1923—1924 и 1928—1953.
- 11 августа — Дмитрий Потапов (62) — участник Великой Отечественной войны. Герой Советского Союза.
- 11 августа — Моисей Фрадкин (69) — украинский советский художник.
- 14 августа — Павел Савостьянов (70) — российский и советский спортсмен-универсал (хоккей с мячом, футбол, конькобежный спорт), заслуженный мастер спорта СССР; советский тренер и судья.
- 14 августа — Андрей Серых (62) — советский партийный деятель.
- 14 августа — Роман Щуренко (63) — участник Великой Отечественной войне, полный кавалер ордена Славы.
- 15 августа — Василий Самоваров (52) — участник Великой Отечественной войны. Герой Советского Союза.
- 15 августа — Юк Ёнсу (48) — вторая жена Президента Южной Кореи Пака Чон Хи, мать 11-го президента страны Пак Кынхе[источник не указан 3388 дней].
- 18 августа — Туйчи Назаров (78) — участник Великой Отечественной войны. Герой Советского Союза.
- 19 августа — Николай Богатов — участник Великой Отечественной войны. Герой Советского Союза.
- 19 августа — Афанасий Ештокин (61) — советский политический деятель, 1-й секретарь Кемеровского областного комитета КПСС (1964—1974).
- 20 августа — Алиса Коонен (84) — русская советская актриса, Народная артистка РСФСР.
- 20 августа — Алексей Лукьянов (68) — участник Великой Отечественной войны. Герой Советского Союза.
- 20 августа — Василий Меркушев (64) — участник Великой Отечественной войны. Герой Советского Союза.
- 21 августа — Герасим Надежкин (59) — участник Великой Отечественной войны. Герой Советского Союза.
- 22 августа — Алексей Гришин (56) — участник Великой Отечественной войны. Герой Советского Союза.
- 23 августа — Михаил Угаров (60) — участник Великой Отечественной войны. Герой Советского Союза.
- 24 августа — Василий Закурдаев (71) — советский политический деятель, 1-й секретарь Мордовского областного комитета ВКП(б) — КПСС (1951—1958)[источник не указан 3388 дней].
- 26 августа — Юнио Боргезе (68) — итальянский военный и политический деятель, капитан 2 ранга.
- 27 августа — Отто Штрассер (76) — один из лидеров левого крыла нацистской партии.
- 28 августа — Владимир Бородавкин — советский государственный деятель, председатель Сретенского окрисполкома.
- 29 августа — Александр Белышев (80) — член КПСС, инженер, профсоюзный деятель.
- 29 августа — Георгий Викторов (49) — советский биолог и энтомолог, член-корреспондент АН СССР.
- 29 августа — Яков Зимин (66) — участник Великой Отечественной войны. Герой Советского Союза.
- 31 августа — Дмитрий Гриценко (71) — советский военный деятель, Генерал-майор танковых войск.

### Без точных дат
- Владимир Бородавкин (84) — член КПСС, партийный деятель, участник ВОВ.

## Сентябрь
- 1 сентября — Зариф Аминов (57) — Полный кавалер ордена Славы.
- 2 сентября — Константин Раудиве (65) — латвийский писатель и философ.
- 3 сентября — Томас Баттерсби (68) — британский пловец, дважды призёр летних Олимпийских игр.
- 4 сентября — Марсель Ашар (75) — французский сценарист и драматург.
- 4 сентября — Николай Греков (68) — участник Великой Отечественной войны, Герой Советского Союза.
- 5 сентября — Леонид Анулов (77) — советский разведчик, организатор нелегальной агентурной сети.
- 7 сентября — Иван Кирсанов (60) — участник Великой Отечественной войны, Герой Советского Союза.
- 7 сентября — Павел Нестерович (61) — участник Великой Отечественной войны, Герой Советского Союза.
- 8 сентября — Таир Тастандиев (50) — Полный кавалер Ордена Славы.
- 10 сентября — Аким Карпенко (58) — участник Великой Отечественной войны, Герой Советского Союза.
- 10 сентября — Владимир Ляпишев (76) — советский военачальник, генерал-майор инженерно-технической службы, участник Первой мировой, Гражданской, Советско-польской и Великой Отечественной войн.
- 11 сентября — Алексей Горчаков (66) — член ЦРК КПСС.
- 11 сентября — Николай Яковченко (74) — советский актёр театра и кино, народный артист Украинской ССР (1970).
- 12 сентября — Екатерина Рябова (53) — участница Великой Отечественной войны, Герой Советского Союза.
- 15 сентября — Виктор Важенин (68) — участник боёв на Халхин-Голе и Великой Отечественной войны, Герой Советского Союза.
- 15 сентября — Исак Манасян (56) — Герой Советского Союза.
- 16 сентября — Даниил Журавлёв (73) — советский военный деятель, генерал-полковник артиллерии.
- 17 сентября — Дмитрий Жмакин (70) — военно-морской деятель, контр-адмирал.
- 18 сентября — Сергей Толстой (77) — кандидат педагогических наук, специалист в области английского языка.
- 19 сентября — Солтан Гаджибеков (55) — азербайджанский композитор, дирижёр, педагог, народный артист СССР (1973).
- 19 сентября — Сергей Гурзо (47) — советский актёр театра и кино.
- 19 сентября — Даниил Погуляев (78) — советский геолог.
- 19 сентября — Клайв Ур (71) — выдающийся австралийский радиолог.
- 19 сентября — Михаил Шарохин (75) — советский военачальник, генерал-полковник.
- 20 сентября — Сергей Векшинский (77) — советский учёный в области электровакуумной техники.
- 21 сентября — Владимир Блинков (73) — советский футболист, выступавший на позиции нападающего, а также футбольный тренер.
- 21 сентября — Жаклин Сюзанн (56) — американская писательница.
- 22 сентября — Кузьма Гребенник (74) — советский военачальник. Герой Советского Союза, Генерал-лейтенант.
- 22 сентября — Пётр Ефимов (54) — участник Великой Отечественной войны, Герой Советского Союза.
- 23 сентября — Михаил Панкратьев (73) — советский государственный деятель. Прокурор СССР с 1939 по 1940.
- 24 сентября — Муздыбек Абдикаримов (60) — казахский советский актёр, заслуженный артист Казахской ССР (1944).
- 27 сентября — Николай Андреев (68) — участник Великой Отечественной войны, Герой Советского Союза.
- 27 сентября — Сергей Георгиевский (75) — советский учёный-патофизиолог.
- 27 сентября — Николай Егоров (63) — деятель советской оборонной промышленности, Герой Социалистического Труда (1961).
- 29 сентября — Георгий Бахвалов (60) — участник Великой Отечественной войны, Герой Советского Союза.

## Октябрь
- 2 октября — Василий Шукшин (45) — русский советский писатель, кинорежиссёр, актёр; сердечный приступ.
- 5 октября — Залман Шазар (84) — израильский общественный деятель, писатель, поэт, политик, третий президент Израиля.
- 6 октября — Исаак Брук (71) — советский учёный-электротехник, член-корреспондент АН СССР.
- 6 октября — Владимир Дегтярёв (58) — советский режиссёр-мультипликатор, художник-постановщик. Заслуженный деятель искусств РСФСР.
- 6 октября — Иван Каминский (54) — Герой Советского Союза.
- 6 октября — Хельмут Койнигг (25) — австрийский автогонщик.
- 7 октября — Иосиф Юфа (59) — гвардии полковник, Герой Советского Союза.
- 8 октября — Мажекен Бутин (64) — советский государственный и партийный деятель, министр промышленности продовольственных товаров Казахской ССР (1953—1954)[источник не указан 3388 дней].
- 8 октября — Валентин Геккель (58) — Полный кавалер Ордена Славы.
- 10 октября — Людмила Павличенко (58) — снайпер 25-й Чапаевской стрелковой дивизии, майор, Герой Советского Союза.
- 13 октября — Анатолий Кожемякин (21) — советский футболист, нападающий; несчастный случай.
- 13 октября — Керим Отаров (62) — балкарский поэт и переводчик. Народный поэт Кабардино-Балкарии.
- 13 октября — Реувен Рубин (80) — израильский художник-модернист, один из основоположников израильской живописи.
- 13 октября — Фёдор Чайка (56) — Герой Советского Союза.
- 14 октября — Саттар Бахлулзаде (64) — азербайджанский художник[источник не указан 3388 дней].
- 14 октября — Алексей Уранов (73) — советский геоботаник, фитоценолог.
- 15 октября — Арье Арох — израильский художник и дипломат.
- 15 октября — Иосиф Лифшиц (60) — советский футболист и тренер, мастер спорта СССР.
- 17 октября — Мария Дурасова (83) — советская актриса, заслуженная артистка РСФСР.
- 17 октября — Томотака Тадзака (72) — японский режиссёр.
- 18 октября — Иван Крайнов (63) — Герой Советского Союза.
- 20 октября — Михаил Бочкарёв (70) — Герой Советского Союза.
- 23 октября — Семён Торкунов (69) — генерал-лейтенант Советской Армии.
- 24 октября — Давид Ойстрах (66) — выдающийся советский скрипач, альтист, дирижёр и педагог, профессор Московской консерватории.
- Ночь на 25 октября — Екатерина Фурцева (63) — советский государственный и партийный деятель, министр культуры СССР.
- 25 октября — Анатолий Апатенко (54) — советский патологоанатом, доктор медицинских наук, полковник медицинской службы.
- 25 октября — Павел Горобец (69) — украинский советский живописец-пейзажист, художник-журналист.
- 25 октября — Янис Грантиньш (65) — советский латвийский актёр, заслуженный артист Латвийской ССР.
- 26 октября — Рудольф Пекарек (74) — чешско-австралийский дирижёр.
- 27 октября — Рудольф Дасслер (76) — немецкий предприниматель, основатель фирмы по производству спортивных товаров Puma, старший брат основателя фирмы Adidas Адольфа Дасслера.
- 27 октября — Николай Киселёв (60) — советский политрук, затем партизан отряда «Месть» в Белоруссии, спасший жизнь 218 еврейским жителям деревни Долгиново, выведя их за линию фронта в августе — октябре 1942 года.
- 27 октября — Андрей Ложечников (66) — Герой Советского Союза.
- 28 октября — Юозас Амбразявичюс (70) — литовский литературовед, историк, коллаборационист и политический деятель.
- 28 октября — Василий Щелкунов (64) — Герой Советского Союза.
- 29 октября — Василий Доркин (66) — советский государственный деятель.
- 30 октября — Александр Мещеряков (50) — советский психолог и дефектолог.
- 31 октября — Михаил Чиаурели (80) — советский кинорежиссёр, актёр, сценарист, народный артист СССР; отец актрисы Софико Чиаурели.

## Ноябрь
- 1 ноября — Жомарт Адамов (70) — советский партийный и государственный деятель, председатель Исполнительного комитета Восточно-Казахстанского областного Совета (1948—1952)[1].
- 1 ноября — Геннадий Шпаликов (37) — советский поэт, кинорежиссёр, киносценарист.
- 4 ноября — Ибрагим Сигалов (50) — советский архитектор.
- 4 ноября — Феодосий Стоцкий (63) — участник Великой Отечественной войны, Герой Советского Союза.
- 5 ноября — Валентин Зевахин (51) — участник Великой Отечественной войны, Герой Советского Союза.
- 5 ноября — Валентин Савельев (49) — участник Великой Отечественной войны, Герой Советского Союза.
- 5 ноября — Александр Сотников (74) — участник Великой Отечественной войны, Герой Советского Союза.
- 7 ноября — Рэй Эванс (35) — австралийский хоккеист (хоккей на траве), нападающий. Серебряный призёр летних Олимпийских игр 1968 года, бронзовый призёр летних Олимпийских игр 1964 года.
- 8 ноября — Ахмет Давлетов (76) — советский хирург, доктор медицинских наук.
- 8 ноября — Фалик Лернер (70) — еврейский прозаик, публицист, журналист, редактор.
- 8 ноября — Вольф Мессинг (75) — профессор, гипнотизёр, менталист и артист оригинального жанра.
- 9 ноября — Эгон Веллес (89) — австрийский и британский композитор, музыковед, педагог.
- 9 ноября — Степан Мурза (56) — Герой Советского Союза.
- 11 ноября — Антон Антонюк (56) — Полный кавалер ордена Славы.
- 11 ноября — Павел Крюков (67) — Герой Советского Союза.
- 11 ноября — Камилла Тревер (82) — российский историк и искусствовед, член-корреспондент АН СССР.
- 12 ноября — Виктор Зяблицкий (76) — методист-математик, автор работ по методике преподавания и истории математики.
- 12 ноября — Александр Ливонт (53) — литовский советский скрипач, педагог.
- 12 ноября — Виктор Попков (42) — советский художник; трагическая случайность (погиб от пули инкассатора).
- 12 ноября — Сергей Урусевский (65) — советский кинооператор и кинорежиссёр, заслуженный деятель искусств РСФСР.
- 12 ноября — Иван Худенко — советский экономист.
- 13 ноября — Василий Никитенко — участник Великой Отечественной войны, Герой Советского Союза.
- 13 ноября — Витторио Де Сика (73) — итальянский актёр и режиссёр.
- 16 ноября — Сулейман Гамзаев (58) — советский азербайджанский животновод, Герой Социалистического Труда.
- 20 ноября — Александр Полин (57) — участник Великой Отечественной войны, лётчик-испытатель, Герой Советского Союза.
- 21 ноября — Семен Головачёв (64) — полковник Советской Армии, участник Великой Отечественной войны, лётчик-испытатель, Герой Советского Союза.
- 22 ноября — Борис Горшенин (65) — советский актёр, народный артист РСФСР.
- 22 ноября — Иван Попов (85) — русский, советский инженер-геолог.
- 23 ноября — Владимир Орлов (58) — советский журналист, популяризатор науки.
- 23 ноября — Корнелиус Райан — американский журналист и писатель.
- 24 ноября — Андрей Волошин (68) — полковник Советской Армии, участник Великой Отечественной войны, Герой Советского Союза.
- 24 ноября — Владимир Рыжов (60) — участник Великой Отечественной войны, Герой Советского Союза.
- 25 ноября:
  - Ник Дрейк (26) — британский певец и автор песен;
  - Розмари Лейн (61) — американская киноактриса;
  - Лев Муравин (68) — скульптор монументалист, педагог, заслуженный деятель искусств УССР.
- 27 ноября — Сусанна Георгиевская (58) — русская советская детская писательница.
- 28 ноября — Константин Мельников (84) — выдающийся советский архитектор-авангардист.
- 29 ноября — Пэн Дэхуай (76) — военный деятель КНР, заместитель премьера Госсовета КНР и министр обороны КНР.

## Декабрь
- 2 декабря — Зинаида Ермольева (76) — выдающийся советский ученый-микробиолог и эпидемиолог, создатель антибиотиков в СССР.
- 2 декабря — Серафим Орфеев (70) — советский композитор, ректор Одесской консерватории.
- 2 декабря — Борис Сучков (57) — советский литературовед.
- 3 декабря — Владислав Буковинский (69) — репрессированный католический священник, кандидат на беатификацию.
- 5 декабря — Пьетро Джерми (60) — итальянский актёр, сценарист, режиссёр.
- 6 декабря — Роберт Бартини (77) — советский авиаконструктор.
- 6 декабря — Николай Кузнецов (70) — советский флотоводец, Адмирал Флота Советского Союза.
- 6 декабря — Василий Цымбаленко (51) — Герой Советского Союза.
- 7 декабря — Николай Пестонов (75) — Полный кавалер ордена Славы.
- 8 декабря — Франц Вагнер (63) — австрийский и немецкий футболист, полузащитник.
- 8 декабря — Алексей Лоханов (61) — Герой Советского Союза.
- 9 декабря — Людвиг Вебер (75) — австрийский оперный певец (бас).
- 14 декабря — Уолтер Липпман (85) — американский эссеист, политический обозреватель, автор оригинальной концепции общественного мнения.
- 15 декабря — Освальд Креслиньш (63) — советский и латвийский актёр и режиссёр.
- 15 декабря — Анатоль Литвак (72) — режиссёр и продюсер.
- 16 декабря — Костас Варналис (90) — греческий писатель и общественный деятель.
- 17 декабря — Григорий Антонов (74) — участник польского похода Красной Армии и Великой Отечественной войны. Герой Советского Союза.
- 17 декабря — Григорий Годин (72) — Герой Советского Союза.
- 18 декабря — Мутык Ахмадуллин — Герой Советского Союза.
- 18 декабря — Александр Бурнашов (60) — участник Хасанских боёв и Великой Отечественной войны, Герой Советского Союза.
- 18 декабря — Алексей Петропавлов (50) — Герой Советского Союза.
- 21 декабря — Михаил Сметанин — Герой Советского Союза.
- 23 декабря — Лазарь Дергунов (67) — чувашский советский организатор сельскохозяйственного производства, Герой Социалистического Труда.
- 23 декабря — Пётр Воронин (50) — русский советский писатель.
- 24 декабря — Захар Гоголев (63) — советский учёный-историк, доктор исторических наук.
- 24 декабря — Пётр Коломиец (57) — участник Великой Отечественной войны, Герой Советского Союза.
- 25 декабря — Акакий Букия (58) — Герой Советского Союза.
- 25 декабря — Василий Рязанцев (63) — генерал-лейтенант Советской Армии.
- 27 декабря — Нина Агаджанова (85) — советский партийный деятель, педагог и сценарист.
- 27 декабря — Фёдор Фак (61) — Герой Советского Союза.
- 29 декабря — Иван Бериташвили (89) — грузинский физиолог, основатель и руководитель физиологической школы в Грузии.
- 29 декабря — Лука Кизя (62) — украинский советский политический деятель.
- 29 декабря — Джозеф Ферман (68) — американский издатель научной фантастики.
- 31 декабря — Георгий Дворников (51) — Герой Советского Союза.
- 31 декабря — Тимофей Яковлев (69) — участник Великой Отечественной войны, Герой Советского Союза.

## Дата неизвестна или требует уточнения
- Янис Упениекс (85 или 86) — латышский тубист, заслуженный артист Латвийской ССР.